# Cantó de Pierrefitte-sur-Aire
El cantó de Pierrefitte-sur-Aire és un cantó francès del departament del Mosa, situat al districte de Commercy. Té 26 municipis i el cap és Pierrefitte-sur-Aire.

## Municipis
- Bannoncourt
- Baudrémont
- Belrain
- Bouquemont
- Courcelles-en-Barrois
- Courouvre
- Dompcevrin
- Fresnes-au-Mont
- Gimécourt
- Kœur-la-Grande
- Kœur-la-Petite
- Lahaymeix
- Lavallée
- Levoncourt
- Lignières-sur-Aire
- Longchamps-sur-Aire
- Ménil-aux-Bois
- Neuville-en-Verdunois
- Nicey-sur-Aire
- Pierrefitte-sur-Aire
- Rupt-devant-Saint-Mihiel
- Sampigny
- Thillombois
- Ville-devant-Belrain
- Villotte-sur-Aire
- Woimbey

## Història
| Data d'elecció                           | Identitat      | Partit                         | Qualitat |
| ---------------------------------------- | -------------- | ------------------------------ | -------- |
| 1945-1970                                | René Rousselot | CNIP, després UNR, després UDR |          |
| 1970-1985                                | Jean Decheppe  | Divers droite, després UDF     |          |
| 1985-                                    | Christian Namy | Divers droite, després UMP     |          |
| les dades anteriors no són pas conegudes |                |                                |          |
|                                          |                |                                |          |